# Монолітні конструкції

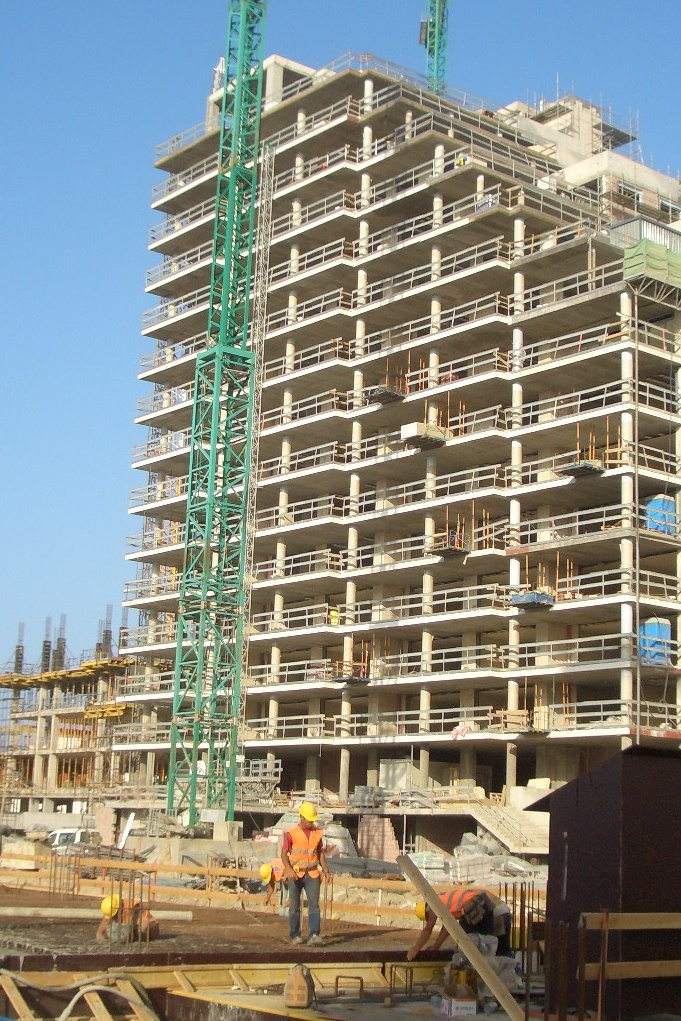
Монолітний каркас будівлі

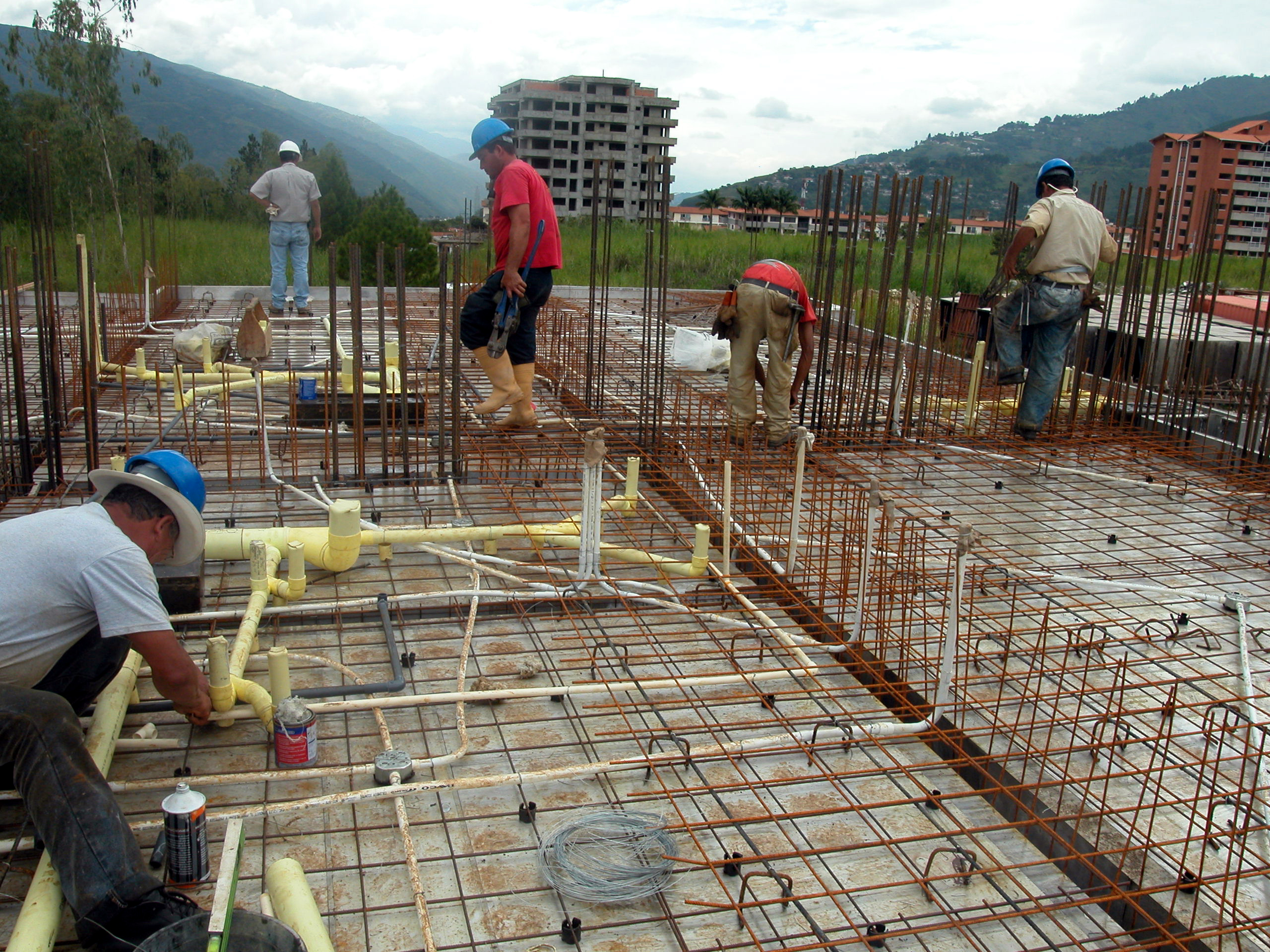
Вкладання арматури перед заливанням бетону при спорудженні залізобетонної монолітної конструкції

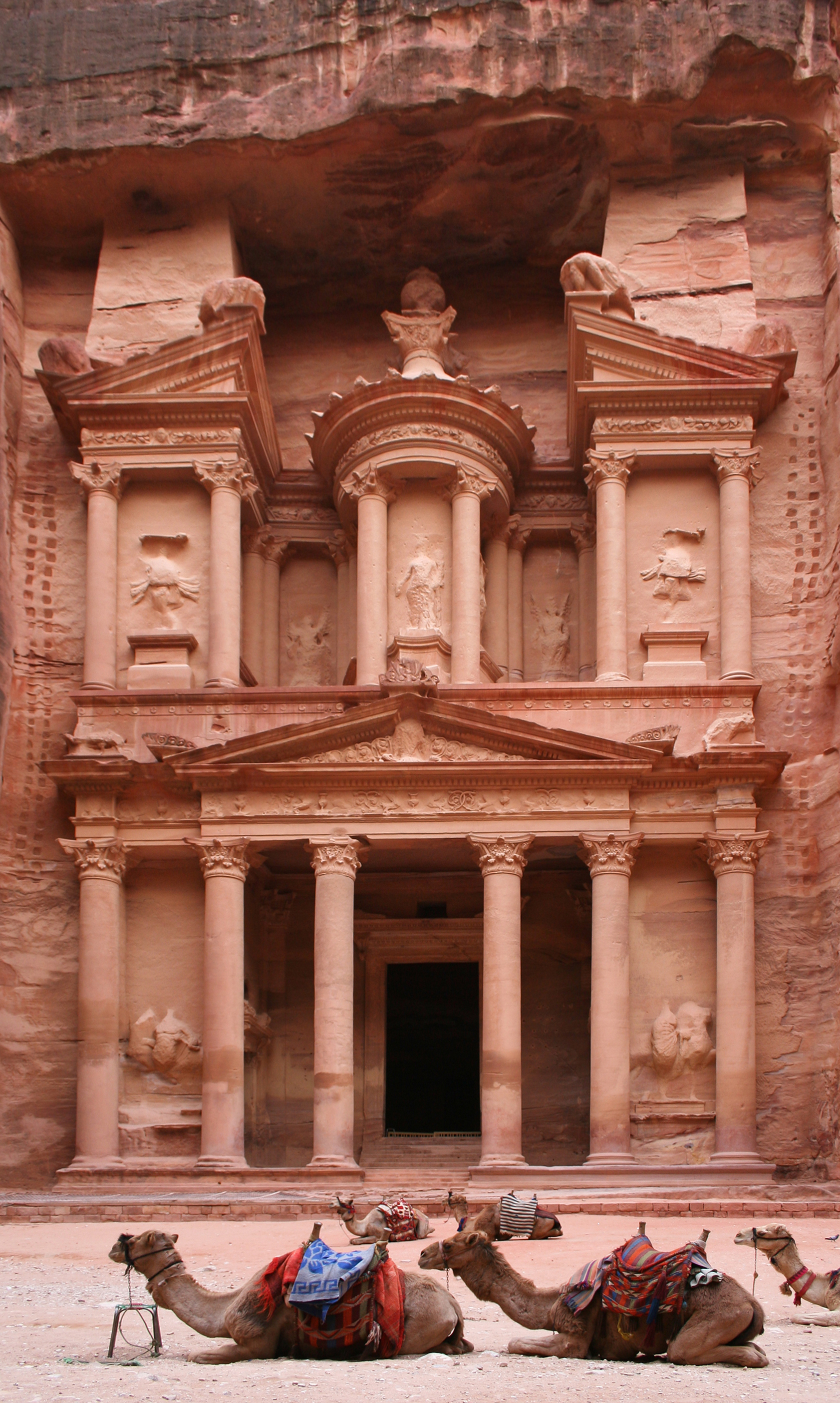
Монолітна споруда релігійного храму в Петрі (Йорданія)

Монолі́тні констру́кції (англ. monolithic structures) — будівельні конструкції, виготовлені як єдине ціле (моноліт) безпосередньо на місці зведення будинку або споруди шляхом вкладання бетонної суміші й арматури в попередньо підготовлену опалубку.

## Використання
До монолітних належать переважно бетонні й залізобетонні конструкції. Монолітними є також архітектурні об'єкти та їхні елементи, отримані шляхом оброблення суцільних природних кам'яних порід.
Застосування монолітних конструкцій у будівництві дозволяє споруджувати як типові будівлі, прямокутні у плані й профілі, так і унікальні залізобетонні споруди довільної конфігурації (наприклад, телевізійні вежі, ядерні реактори), деякі гідротехнічні споруди тощо. Монолітні конструкції застосовують при великих експлуатаційних навантаженнях, при зведенні будинків і споруд у сейсмічних районах, при спорудженні військових об'єктів, тунелів метро тощо.
Монолітними роблять (застосовуючи опалубку), наприклад, масивні фундаменти під колони та енергетичне або технологічне устаткування, балки, колони, стіни, аркові і склепінчасті покриття з тонкостінних оболонок, ребристі й безбалкові перекриття, деякі багатоповерхові будинки, градирні, баштові копри, водонапірні башти, резервуари, силосні споруди, димові труби, басейни.

## Переваги
Одна з головних переваг монолітних конструкцій полягає в тому, що втрата окремих елементів конструкції не перетворює її в миттєво змінну структуру, тобто не призводить до негайного руйнування. Особливо ефективними монолітні конструкції є при створенні споруд, які не підлягають розчленуванню (наприклад, потужні фундаменти під верстати з високими динамічними навантаженнями).
При спорудженні монолітних конструкцій полегшується вирішення проблем, пов'язаних зі стиками елементів, їхньою герметизацією. Це в свою чергу сприятливо позначається на гідроізоляції конструкції, звуко- та теплоізоляції.

## Недоліки
Процес заливання бетону в монолітному будинку — досить трудомісткий і складний, вимагає кваліфікованих фахівців. Фасади в таких будівлях досить швидко втрачають свою привабливість. Це відбувається через те, що в монолітних будинках у зимовий період виникають містки холоду, що сприяють руйнуванню зовнішнього оздоблення. Монолітна стіна має відносно високу теплопровідність і тому вимагає утеплення, яке коштує дорожче в порівнянні з кладкою з блоків чи цегли. Також для стін характерна відсутність паропроникності, тобто стіни «не дихають» і це обов'язково потрібно компенсувати примусовою вентиляцією.